# پل باقرآباد (تهران)
پل باقرآباد یا پل پانزده خرداد یک پل قوسی در باقرآباد در استان تهران است. 

## مشخصات
این پل در حدود ۲۵ کیلومتری جنوب شرقی تهران و ۱۰ کیلومتری شمال غربی ورامین است. این پل یکی از هشت پلی است که از روی رودخانه جاجرود می‌گذرد و قدمت آن به دوره قاجار یا قرن نوزدهم بازمی‌گردد. مصالح ساختمانی مورد استفاده شامل آجر (۵/۴ در ۲۰ در ۲۰ سانتی‌متر) و سنگ آهک است و متعاقباً با بتن تقویت می‌شود. به دلیل تقویت سطح آب جاجرود در سیل‌های بهاری که از سمت شرق به سمت پل می‌ریزند، ضلع غربی این پل توسط دو تخته ۷۰ سانتی‌متری تقویت شده‌است. بزرگترین دهانه آن ۱۱ متر، عرض تقریباً ۷٫۰ متر و ارتفاع از کف بستر رودخانه ۸٫۰ متر (۶٫۰ متر ارتفاع دیداری) است. این پل در جهت شمال غربی-جنوب شرقی به طول ۵۵ متر سات. تا نیمه دوم قرن بیستم به عنوان جاده ای برای وسایل نقلیه موتوری که بخشی از جاده تهران - ورامین را تشکیل می‌داد مورد استفاده قرار گرفت. امروزه اتصال‌دهندهٔ دو پارک محلی است. در تاریخ معاصر، این پل به خاطر قتل‌عام معترضان توسط نیروهای رژیم پهلوی در پانزدهم خرداد ۱۳۴۲، اهمیت دارد. امروزه گاهی به همین دلیل پل پانزده خرداد خوانده می‌شود.
این پل به شماره ۹۹۱۱ در فهرست آثار ملی ایران به ثبت رسیده‌است.